# Club de Golf Los Lirios
El Club de Golf Los Lirios es un club y recinto deportivo ubicado en la localidad de Los Lirios, en la comuna de Requínoa, Chile. Aunque está abocado a la práctica del golf, también tiene instalaciones de gimnasio.
El club ha sido sede de fechas del extinto Tour de las Américas (actual PGA Tour Latinoamérica) y un clasificatorio latinoamericano para el PGA Tour del año 2013. 

## Historia
Un grupo de amigos, entre los que se encontraban Óscar Morel, Patricio Mekis y Mario Ramírez, con una visión compartida de crear un club social en la ciudad, lograron concretar su sueño. Tras la adquisición del fundo El Candil en diciembre de 1962, se constituyó formalmente la Sociedad Inmobiliaria Club de Campo Rancagua, sentando las bases de lo que sería este importante espacio de reunión para la comunidad. 
La cancha posee 18 hoyos, los primeros trabajos para habilitar la cancha de golf los ejecutó Nelson Pereira, Francisco Balart, Mario Ramírez, junto con otros más. Posteriormente, Eduardo Costabal rediseñó la primera parte y completó el plan de la cancha en su estructura actual de 9 hoyos, con una superficie total de 34 ha de bosques milenarios. Los 9 hoyos restantes están insertos en el Condominio Parque Residencial Los Lirios en una superficie de 140 ha.

## Resultados
Tour de las Américas
- 2012  Julián Etulaín (ganador) [5]